# 尼亞美車站

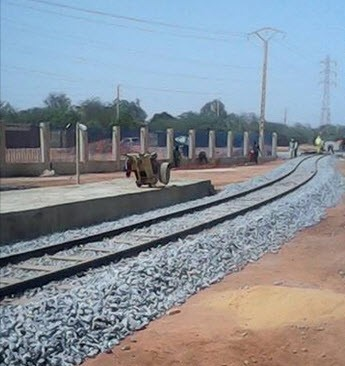
車站的軌道與月台

尼亞美車站（法語：Gare de Niamey），俗稱Niamey Hippodrome，是尼日爾首都尼亞美市的主要火車站。位於尼亞美四區的尼亞美賽馬場（Hippodrome de Niamey）附近，是尼日爾開設的第一個車站。

## 历史
2014年4月7日，第一班列车到达尼亚美车站，与此同时举报的开站仪式意味着尼亚美车站正式启用。